# La Malédiction de Lisa Simpson
La Malédiction de Lisa Simpson (France) ou Échec et maths (Québec) (The Miseducation of Lisa Simpson) est un épisode de la série télévisée d'animation Les Simpson. Il s'agit du douzième épisode de la trente-et-unième saison et du 674e de la série.

## Synopsis
À la suite de la découverte d'un trésor par le capitaine McAllister, attribué à la ville de Springfield à la suite d'une manigance de son maire, la ville se demande que faire de cet argent. Avec le soutien de Chrissy Teigen et John Legend, Marge propose alors de créer une école favorisant l'apprentissage des sciences, de la technologie, de l'ingénierie et des mathématiques. Devant initialement former les enfants aux métiers du futur, Lisa va vite apercevoir que ce n'est pas le réel but de cette école contrôlée par la technologie. Pendant ce temps, Homer milite pour ne pas se faire voler son travail par des robots...

## Réception
Lors de sa première diffusion, l'épisode a attiré 1,95 million de téléspectateurs.